# Carrefour (film, 1928)
Pour les articles homonymes, voir Carrefour.
Pour plus de détails, voir Fiche technique et Distribution.
Carrefour (十字路, Jūjiro), est un film muet japonais réalisé par Teinosuke Kinugasa influencé par le Kammerspiel germanique et sorti en 1928.

## Synopsis
À l'époque des Samouraïs, un blessé qui croit à tort avoir tué un rival se réfugie chez sa sœur, qui veut faire intervenir un policier. Celui-ci tente de la violer, et elle le tue.

## Fiche technique
- Titre français : Carrefour
- Titres français alternatifs : Routes en croix, Ombres à Yoshiwara, Le Carrefour
- Titre original : 十字路 (Jūjiro?)
- Réalisation : Teinosuke Kinugasa
- Scénario : Teinosuke Kinugasa
- Photographie : Kōhei Sugiyama
- Direction artistique : Yōzō Tomonari (ja)
- Assistant réalisateur : Hiroshi Inagaki
- Sociétés de production : Kinugasa Eiga Renmei et Shōchiku
- Pays d'origine :  Empire du Japon
- Format : noir et blanc — 1,37:1 — 35 mm — film muet
- Genre : drame
- Durée : 74 minutes (métrage : 7 bobines - 2 097 m[4])
- Date de sortie :
  - Empire du Japon : 11 mai 1928[4]

## Distribution
- Akiko Chihaya : Okiku, la sœur aînée
- Junosuke Bandō : Rikiya, le jeune frère
- Yukiko Ogawa : Oume, la jeune fille du stand de tir à l'arc
- Minoru Takase (Ippei Sōma) : le faux policier
- Yoshie Nakagawa : la vieille dame qui vend des femmes
- Misao Seki : le vieil homme qui loue le 2e étage
- Keinosuke Sawada : l'homme qui cherche la bagarre

## Autour du film
Œuvre ambitieuse, Une page folle le premier film de produit par la Kinugasa Eiga Renmei, société indépendante fondée par Teinosuke Kinugasa en 1926 est néanmoins un échec commercial. Par la suite, la Kinugasa Eiga Renmei revient dans le giron de la Shōchiku, produisant des films d'époques plus classiques. La société devenue moins rentable, l'équipe décide de jouer son va-tout en réalisant Carrefour en 1928, un mélodrame plus explicitement influencé par le Kammerspiel germanique. Son film terminé, Kinugasa part alors, ses bobines sous le bras pour un long voyage de deux ans en Occident. Il présente Carrefour à Moscou (où il rencontre Eisenstein), à Berlin, à Londres, à Paris, à New York,,. C'est sans doute la première intrusion du cinéma japonais en Occident, vingt-deux ans avant le Rashōmon d'Akira Kurosawa.
Longtemps considéré comme perdu, une copie de Carrefour a été retrouvée dans les archives du British Film Institute.